# Універсологія
Універсологія (gr. uniwers, «всесвіт» + logos, «наука», дослівно «наука про всесвіт») міждисциплінарне знання про причинно-системну будову світу, про універсальні закономірності явищ і процесів, а також про системний спосіб логічного мислення, як необхідний елемент розвитку людини.
Універсологія — як міждисциплінарний синтез наук і світової культури — дала можливість сформувати нові теоретично-практичні галузі: причинна системологія, гносеологія релятивізму, кардинальна психологія, психосистемологія, соціосистемологія, універсальне управління, система неперервної освіти й інтегрально-кардинального навчання.

## Історія Універсології
Популяризація Універсології була справою життя інтелектуала XIX ст. Стівена Перл-Ендрюса. В 1872 році Ендрюс опублікував працю «Базовий опис Універсології», з підзаголовком «Впровадження в недавно відкриту науку про всесвіт, її елементарні принципи і перші фази розвитку в спеціальних науках».
Цей термін був також використовуваний Едвардом Осборном Вілсоном в працях, скерованих на пояснення очевидної єдності всього знання, в тому числі і в проекті Енциклопедія Життя.

## Сучасні дослідження
Останнім часом, Мохри Мамору Марк, перший японський астронавт і директор японського національного музею нових наук і інновацій, популяризовав і розширяв поняття Універсологія. Для Мохрі універсальний світогляд був своєрідним відкриттям після спостерігання планети з космосу під час двох місій в 90-х роках. В результаті цього він став головним популяризатором універсології сучасності. «Все в цьому Всесвіті є частиною неперервної послідовності явищ» говорив Мохрі.
Тема універсалій Всесвіту піднімається вченими різних наукових напрямків. Так, Ілля Романович Пригожин, бельгійський і американський фізик і хімік російського походження, лауреат Нобелівської премії з хімії в книзі, створеною в співавторстві з Ізабеллою Стенгерс, співпрацівником групи Пригожина в Брюссельському університеті, «Порядок з хаосу. Новий діалог людини з природою» пише: «Разом з тим нам дуже близька стверджувана діалектичним матеріалізмом необхідність подолання протиставлення „людської“, історичної сфери матеріального світу, який приймається як атемпоральний. Ми глибоко переконані, що взаємопроникнення цих двох протилежностей буде зміцнюватись в міру того, як будуть створюватися засоби опису внутрішньої еволюційності Всесвіту, невід'ємної частиною якого є ми самі». А саме «засобами опису еволюційності Всесвіту» і займається Універсологія.
Галкін Сергій Володимирович, доцент кафедри прикладної математики МДТУ ім. Н. Е. Баумана, в своїй книзі «На дорозі до єдиного знання» пише: «Ми йдемо до нової універсальної, інтегральної науки, частини якої ми створюємо тепер. В першому приближені ця наука може бути названа „універсологією“». В.Ебелінг, А.Енгель, Р. Файстель в книзі «Фізика процесів еволюції. Синергетичний підхід», виходячи з єдиних синергетичних принципів, розглядають різні форми і етапи еволюції Універсума. До питання про універсальні закони розвитку Всесвіту звертаються і інші автори.

## Критика
Деякі автори стверджують, що Універсологія це псевдонаука та нова форма релігії .